# بحيرة بوستال
بحيرة بوستالسي (بالفرنسية: Lac de Bostal) هي بحيرة تقع في بلدية نوهفيلدن شمال ولاية سارلاند. 
أُنشئ سدها عام 1979 بطول 500 متر. تُستخدم البحيرة بالكامل لأغراض ترفيهية، بينما تُوظَّف الطاقة الكهرومائية الناتجة عن السد منذ أواخر عام 2013 بشكل أساسي لإنارة الممر الدائري حول البحيرة خلال فصل الشتاء. كما تم تصنيف الجزء الجنوبي الغربي منها كمحمية طبيعية.